# Hebe speciosa
Hebe speciosa é uma espécie de planta do gênero Hebe. É nativa da Nova Zelândia, mas pode ser encontrada por todo o mundo, onde é cultivada como planta ornamental. Alcança de um a dois metros de altura, suas folhas são verde-escuro, brilhantes e muito grossas, geralmente medindo de 2 a 5 centímetros.